# AstroForge
AstroForge — це аерокосмічна компанія, що базується в Гантінгтон-Біч, штат Каліфорнія, і була заснована Метью Гіалічем і Хосе Екейном 10 січня 2022 року. Компанія працює над розробкою технологій видобутку корисних копалин з астероїдів, прагнучи стати першою комерційною організацією, яка це зробить.  Станом на 2024 рік жодна спроба комерційного видобутку астероїдів не була успішною, хоча кілька урядових місій успішно повернули зразки астероїдів 

## Історія
AstroForge була заснована у 2022 році колишніми співробітниками SpaceX та Virgin Orbit, своєю метою компанія бачить комерціалізацію видобутку металів на астероїдах та доставці їх на Землю. Цю ідею, яка виглядає привабливою вже не одне десятиліття, раніше намагалися реалізувати компанії Planetary Resources та Deep Space Industries, проте суттєвих досягнень у них не було через складність та дорожнечу проектів.
24 січня 2023 року AstroForge оголосила, що запустить перші два свої космічні апарати, які розробляє британська компанія OrbAstro, вже 2023 року. Brokkr-1, що є супутником-кубсатом формату 6U, який має вирушити на навколоземну орбіту в квітні на ракеті Falcon 9 в рамках місії Transporter-7. Супутник нестиме на собі експериментальне обладнання, яке спробує випарувати в невагомості імітатор речовини астероїда і сепарувати його на окремі компоненти.
Brokkr-2 відправиться в космос у жовтні 2023 року, як попутне корисне навантаження на місячному посадковому модулі приватної компанії Intuitive Machines, який полетить на ракеті Falcon 9. Завданням апарата стане близький проліт повз навколоземний астероїд, діаметром менше ста метрів, і його дослідження на предмет наявності металів. При цьому, ім'я цільового астероїда компанія тримає в секреті.